# Пуховий Іван Іванович
Пуховий Іван Іванович — український вчений, винахідник.
Народився 14 липня 1943 року у селі Домашлин Менського (тепер Корюківського) району у сім'ї селянської інтелігенції.
Професор кафедри теплової та альтернативної енергетики НТУУ "КПІ"
Доктор технічних наук
Освіта:
1950—1960: Домашлинська середня школа.
1962—1967: Київський політехнічний інститут, теплоенергетичний
факультет, спеціальність - «Промислова теплоенергетика»
1970—1973: аспірант кафедри теоретичної промислової теплотехніки КПІ.
1974: захист кандидатської дисертації на тему: «Дослідження мінімальної щільності
зрошення та тепловіддачі при випаровуванні води в плівці на диску, що обертається.»
1982: курси французької мови при КНУ
Досвід роботи:
1974—1977 — старший науковий співробітник  КПІ;
з 1983 року доцент кафедри ТПТ;
В 1983—1986 роках - професор Мадагаскарського університету (м.Анцеранана, ДР Мадагаскар), викладав французькою мовою , лекції по термодинаміці та тепловим електричним станціям.
2009: захист докторської дисертації на тему «Тепло- та холодопостачання з використанням енергії Сонця і довкілля (в комплексі з традиційними джерелами енергії та без них)».
В 2013 році отримав  вчене звання професор.
Професійні інтереси: Дослідження систем опалення та холодопостачання з використанням енергії
Сонця і довкілля в локальних системах.
Дослідження процесів теплообміну при охолодженні і кристалізації води. Використання теплоти кристаллізації в повітряних теплових насосах та для підігрівання вентиляційного повітря перед калориферами.
Викладає курси: «Використання нетрадиційних джерел енергії», «Використання сонячної енергії та акумулювання енергії»
За період роботи викладав такі дисципліни: "Загальна теплотехніка", "Теплофікація та теплові мережі", "Теплоенергетичні установки електричних станцій", "Технічна термодинаміка" ,"Акумулювання енергії та теплові насоси", "Використання сонячної енергії та теплових насосів", "Промислова екологія", "Тепломасообмін", "Моделювання впливу енергозберігаючих технологій на стан довкілля".
Основні наукові досягнення: Брав участь у Лейпцізькій ярмарці (Інноваційний форум), демонструвалася винайдена автором «Система опалення І. І. Пухового» з використанням теплоти кристалізації води (без теплового насоса). Має патенти Франції та Швеції на відцентровий випарний апарат з безвідривним рухом рідини по зовнішній поверхні конуса. Розробив інвестиційний проект «Використання теплових скидів Запорізької АЕС в теплових насосах для теплопостачання міст Запоріжжя, Нікополь та Марганець».
Публікації: Загальна кількість наукових праць — 270, в тому числі навчальний посібник «Теплові насоси та їх використання» у співавторстві , з них 77 винаходів (патентів) і 11 методичних розробок.
За ініціативи Івана Івановича Пухового і за наполегливої підтримки депутата Верховної Ради СРСР, начальника Київського військового округу генерал-полковника Івана Олександровича Герасимова у селі Домашлин Корюківського району Чернігівської області у 1984-1985 рр. збудована двоповерхова школа.
В 2024 році  при реконструкції тепломереж в районі вул. Леваневського була знайдена "капсула" часу залишена бригадою монтажників Юженергомонтаж, де перед вступом до КПІ працював Пуховий І.І., з посланням до нащадків. Завдяки тому що багато працівників Київтеплоенерго були студентами, яких навчав Пуховий І.І., на зустрічі з мером м. Київ В. Кличко та керівництвом Київтеплоенерго була вручена відзнака за багаторічну працю і вихвання нових поколінь енергетиків.

## Праці
- Пуховий І. І. Диспергування води ударом і особливості її низьконапірного витікання вниз через малий отвір [Архівовано 13 листопада 2017 у Wayback Machine.] / І. І. Пуховий // Наукові вісті НТУУ «КПІ»: науково-технічний журнал. — 2016. — № 5(109). — С. 62–67. — Бібліогр.: 5 назв.
- Пуховий І. І. Використання холоду із снігу, льоду та ґрунту для охолодження невеликих дата-центрів в умовах України [Архівовано 3 липня 2017 у Wayback Machine.] / І. І. Пуховий, Ю. Є. Ніколаєнко, А. М. Постоленко // Наукові вісті НТУУ «КПІ»: науково-технічний журнал. — 2013. — № 1(87). — С. 34–38. — Бібліогр.: 12 назв.
- Пуховий І. І. Коефіцієнти орієнтації сонячних колекторів відносно південного напрямку залежно від їх кутів нахилу й азимуту для умов України [Архівовано 9 квітня 2018 у Wayback Machine.] / І. І. Пуховий, Є. В. Новаківський //Наукові вісті НТУУ «КПІ»: науково-технічний журнал. — 2012. — № 1. — С. 34—39. — Бібліогр.: 9 назв.
- Пуховий І. І. [Архівовано 9 квітня 2018 у Wayback Machine.] Течія та замерзання води на вертикальних поверхнях при зрошенні їх краплями від розпилення ударом / І. І. Пуховий, М. О. Кривошеєв //Наукові вісті НТУУ «КПІ»: науково-технічний журнал. — 2012. — № 6. — С. 29—35. — Бібліогр.: 5 назв.
- Пуховий І. І.[Архівовано 9 квітня 2018 у Wayback Machine.] Використання льодяної стіни для опалення буферної зони будівлі теплотою кристалізації води та визначення часу її плавлення в період відлиг /І. І. Пуховий // Наукові вісті НТУУ «КПІ»: науково-технічний журнал. — 2011. — № 5. — С. 35–39. — Бібліогр.: 7 назв.
- Пуховий І. І. Дослідження меж безвідривної і відривної течій плівки рідини на зовнішній поверхні обертового конуса [Архівовано 9 квітня 2018 у Wayback Machine.] / І. І. Пуховий // Наукові вісті НТУУ «КПІ»: науково-технічний журнал. — 2011. — № 2. — С. 121—125. — Бібліогр.: 8 назв.
- Гідродинаміка та теплообмін в підігрівачах повітря теплотою кристалізації води для теплових насосів та вентиляції: звіт про НДР (заключ.) НТУУ КПІ [Архівовано 11 січня 2018 у Wayback Machine.] / кер. роб. І.. І.. Пуховий. – К., 2013. – 199 л. + CD-ROM. – Д/б № 2407-ф
- Експериментальні дослідження Сонячної кухні типу гарячий ящик в умовах України / І. І. Пуховий, Т. В. Кошарний // Відновлювальна енергетика. – № 1. – 2011. – с.21-26
- Пуховий І. І. Вплив часу на змочування обертових дисків та конусів // Енергетика: економіка, технології, екологія. – № 1. – 2011.
- Пуховий І. І. Дослідження меж безвідривної та відривної течії рідини на зовнішніх повернях конусів // Наукові вісті НТУУ КПІ. – № 2. – 2011
- Ефективність підогрівання повітря теплотою ґрунту та теплотою кристалізації води / І. І. Пуховий, А. Є. Денисова // Холодильна техніка. – № 2. – 2011
- Пуховий І. І. Температурні та теплові характеристики утворення льоду на стінах буферної зони будівлі, що опалюється теплотою кристалізації води // Сб. научн. трудов Строительство и техногенная безопасность. – 2011. – вып. 40. – с. 37-43.
- Пуховий І. І. Термокапиллярный разрыв пленки воды при парообразовании на вращающемся диске// Енергетика: економіка, технології, екологія.
- Пуховий І. І. Анализ теплопритоков и теплопотерь, кондиционирование воздуха с использованием льдохранилищ в пассивных зданиях // Энерготехнологии и ресурсосбережение. – 2011. – № 6.. – С.28 — 32.
- Використання холоду з ґрунту, льоду і снігу для охолодження дата-центрів / І. І. Пуховий, Ю. Є. Ніколаєнко // Наукові вісті НТУУ КПІ. –. – № 1. – с.34-38
- Льодоутворення на вертикальній пластині / І. І. Пуховий, М. О. Кривощеєв // Наукові вісті НТУУ КПІ. – 2012. – № 4. – с. 36-52
- Використання теплоти відхідних газів контактного котла в коиплексі з тепловим насосом / І. І. Пуховий, В. П. Барабаш, П. О. Барабаш // Рентиляція, освітлення, газопостачання. – 2012. – № 4. – с 11-16
- Пуховий І. І. Автономне холодопостачання влітку в умовах континентального клімату // Відновлювана енергетика.  — № 1.  — с.8-12

## Інтернет-ресурси
Інформація про І. І. Пухового:
- Біографія на сайті кафедри Теоретичної та промислової теплотехніки КПІ ім. Ігоря Сікорського [Архівовано 10 червня 2017 у Wayback Machine.]